# Одна дома
«Одна́ до́ма» — российская кинокомедия производства Berg Sound. Несмотря на явную отсылку к американской комедии «Один дома», фильм представляет собой самостоятельную историю.

## Сюжет
Много лет назад дедушка (Сергей Мигицко), занимавшийся созданием уникальных механизмов, которые кроются в шкатулках и часах, попытался обучить своему мастерству двоих внуков. Одному это не пришлось по душе, а второй вроде и увлёкся, но применению ни своим знаниям, ни оставшимся по наследству от деда изобретениям найти не смог… Однажды накануне новогодних праздников один из братьев, Павел (Роман Курцын), решает улучшить своё благосостояние за счёт другого — Артёма (Михаил Тарабукин) и, сымитировав своё похищение (а на самом деле подговорив знакомых ему подыграть), ставит условие: за освобождение из бандитского плена нужно ограбить пять квартир. При этом список уже готов — это адреса, где хозяева уехали на Новый год, оставив пустые квартиры.
Простодушный и добрый где-то в глубине души, брат соглашается стать грабителем, тем более, что у него есть дедово устройство, без труда открывающее любые замки! Однако из-за невнимательности он путает первый же адрес, оказавшись во «внеплановой» квартире, где сталкивается нос к носу с одиннадцатилетней Стефанией (Виталия Корниенко), её мама — дежурный фельдшер в «скорой помощи», а потому девочка осталась дома одна. Отобрав у опешившего грабителя записку с адресами, она… съедает её, успев при этом запомнить все квартиры из списка (в отличие от грабителя). В результате Артёму, чтобы спасти брата, ничего не остаётся, кроме как взять Стефу с собой на дальнейшие ограбления, попутно выполняя все её прихоти, среди которых — откушать фастфуда на новогодней ярмарке и… исполнить мечту мамы, купив ей билеты в Италию.

## Производство
Телесериал снят кинокомпанией Berg Sound. Дистрибьютор: Russian World Vision.
- Продюсеры: Михаил Погосов (автор идеи), Аргишти Алоян, Константин Ёлкин, Елена Госман, София Калинска, Джульетта Погосова.
- Сценарист: Елена Вахрушева, Анарио Мамедов.
- Режиссёр: Анарио Мамедов.
- Оператор: Алексей Стрелов.
- Художник-постановщик: Павел Яновицкий. Художник по костюмам: Светлана Михаленко.
- Монтажёр: Артём Степанов.
- Кастинг-директор: Нино Леонидзе.

Режиссёр Анарио Мамедов сказал, что на создание данной истории его вдохновила лента «Бумажная луна», вышедшая на экраны ещё в 1973 году. Сюжет картины также строился вокруг тандема мошенника и его девятилетней спутницы, колесящих по Штатам.
Съёмки фильма проходили в Москве.
Трейлер фильма вышел 27 ноября 2023 года.
Премьера фильма состоялась 6 декабря 2023 года в кинотеатре «Формула Кино на Кутузовском» без приглашённых светских персон, в мероприятии приняли участие только создатели фильма и их близкие.
Выход в прокат в России: 7 декабря 2023 года.

## Актёры и персонажи

### Главные роли
| Актёр             | Роль     |
| ----------------- | -------- |
| Виталия Корниенко | Стефания |
| Михаил Тарабукин  | Артём    |

### Роли второго плана / эпизоды
| Актёр                   | Роль                  |
| ----------------------- | --------------------- |
| Александр Златопольский | фотограф              |
| Алексей Ильин           | маленький Пашка       |
| Анастасия Панина        | Марина                |
| Андрей Бутин            | охранник              |
| Андрей Мясников         | Костя                 |
| Анна Василисина         | эпизод                |
| Арсений Попов           | консьерж              |
| Вячеслав Хархота        | бандит                |
| Дмитрий Расторгуев      | Дед Мороз             |
| Евгений Иванов          | Дед Мороз             |
| Максим Битюков          | фельдшер              |
| Максим Колпачков        | маленький Артём       |
| Мария Бурыкина          | Анна Мороз            |
| Михаил Павлик           | хам на ярмарке        |
| Ольга Мухина            | лавочница             |
| Роман Курцын            | Пашка                 |
| Руслан Герман           | аниматор              |
| Светлана Листова        | соседка Фани          |
| Светлана Пермякова      | продавщица на ярмарке |
| Семён Фурман            | мужчина в очках       |
| Сергей Мигицко          | дедушка               |
| Сергей Стёпин           | портье                |
| Эвелина Блёданс         | дама с собачкой       |
| Ян Цапник               | Михаил Иванович       |

## Музыкальное оформление
| Исполнитель / музыка                                                   | Трек                     |
| ---------------------------------------------------------------------- | ------------------------ |
| Andrew Peter Kingslow, Laura Sara Dowling                              | «Teardrop»               |
| Harvey Wade, Toby Marsden, Charles Holgate Trad                        | «Deck The Halls»         |
| Ludovic Gisselbrecht-Carquet, Eliott Leo Hosansky, Romain Roussouliere | «42nd Street Boogaloo»   |
| Nicolas Boscovic, Tom Hillock                                          | «Feel That Beat»         |
| Taylor Pascal Magdiner, Julian Amoah                                   | «Santa Boogie»           |
| The Hatters                                                            | «Я делаю шаг»            |
| Александр Вартанов                                                     | «Песня о снежинке»       |
| Андрей Губин                                                           | «Зима-холода»            |
| Анна Чистякова                                                         | «Песня о снежинке»       |
| Людмила Гурченко                                                       | «Пять минут»             |
| Г. И. Гладков                                                          | «Бой с индейцами»        |
|                                                                        | «В лесу родилась ёлочка» |

## Критика
Зрители и кинокритики преимущественно восприняли фильм положительно, говоря о том, что на российских киноэкранах снова стало появляться качественное детское кино, которое будет интересно не только юным зрителям, но и их родителям. Однако встречаются и негативные отзывы: «Идея для сюжета интересная, но вот с реализацией не всё хорошо. Большая часть фильма скучная, а местами сюжет сильно провисает. При этом актёры тут хорошие, но чего-то сюжету явно не хватает, по крайней мере, на подсознательном уровне, то есть чувствуешь что-то не так»; «Бессмысленный, нудный, не смешной фильм. Смотрели вчетвером (двое взрослых и двое детей 11 и 14 лет). Понравился дочке, которой 11 лет, но она не может сформулировать, чем — „просто“. Давно в кино не ходили, может поэтому понравился этот „дешёвый“, бездумный фильм. Из-за того, что фильм не захватывает, концентрируешься на ляпах, из которых просто состоит этот фильм. И назвать его комедией… За такие фильмы хочется потребовать возврат денег»; «Этот фильм явно не получит продолжение и не станет чьей либо традицией на Новый год, но он вполне смотрибельный и забавный. Актёры со своими ролями справляются хорошо, а само действие наблюдать не скучно»: «Я редко критикую фильм, поскольку понятно, что на всех не угодишь. Всегда есть недовольные. Но тут особый случай, фильм позиционируется как новогодняя история для всей семьи, комедия. Я был настроен на какой-нибудь экшен, в духе классики „Один дома“, но получил нечто совсем иное…».